# Boline

Mapa de la antigua Acaya donde se aprecia la probable ubicación de Boline, al norte, cerca de Patras.

Boline (en griego, Βολίνη) es el nombre de una antigua ciudad griega de Acaya. 
Es citada por Pausanias, que dice que estaba en el camino que iba de Patras a Egio, a continuación del Argira y junto a un río llamado Bolineo. Narra la leyenda que una hermosa doncella llamada Boline de la que se enamoró Apolo. Ella huyó de él y se arrojó al mar, tras lo cual Apolo le concedió la inmortalidad. Tras la guerra de los etolios —que habían estado apoyados por aqueos de Patras— contra los gálatas, en 279 a. C., muchos de Patras se establecieron en ciudades vecinas para trabajar en el campo. Así, poblaron Boline, Arba, Argira, Mesatis y Antea. Mucho tiempo más tarde, el emperador Augusto obligó a los habitantes de estos lugares a abandonarlos para volver a poblar la ciudad de Patras. En tiempos de Pausanias la ciudad ya no existía.